# Hockey op de Gemenebestspelen 2010 - Vrouwen
De vierde editie van het hockeytoernooi van de Gemenebestspelen voor mannen had plaats op de Gemenebestspelen van 2010 in het Dhyan Chand National Stadium in Delhi, India. Het toernooi liep van 4 tot en met 13 oktober. Tien landen namen deel. Australië verdedigde met succes zijn titel en won voor de derde keer.

## Resultaten

### Eerste ronde

#### Groep A
| Team               | GS | W | G | V | DV | DT | +/− | Pnt |
| ------------------ | -- | - | - | - | -- | -- | --- | --- |
| Australië          | 4  | 3 | 1 | 0 | 19 | 4  | +15 | 10  |
| Zuid-Afrika        | 4  | 2 | 1 | 1 | 16 | 5  | +11 | 7   |
| India              | 4  | 2 | 1 | 1 | 12 | 4  | +8  | 7   |
| Schotland          | 4  | 1 | 1 | 2 | 10 | 9  | +1  | 4   |
| Trinidad en Tobago | 4  | 0 | 0 | 4 | 1  | 36 | –35 | 0   |

| 4 oktober 2010 13:00 |         |                    |                                                           |
| Zuid-Afrika          | 12–0    | Trinidad en Tobago | Scheidsrechters: Irene Clelland (SCO) Gillian Batey (CAN) |
|                      | verslag |                    | Scheidsrechters: Irene Clelland (SCO) Gillian Batey (CAN) |

| 4 oktober 2010 18:00 |         |           |                                                           |
| India                | 1–1     | Schotland | Scheidsrechters: Michelle Joubert (RSA) Chieko Soma (JPN) |
|                      | verslag |           | Scheidsrechters: Michelle Joubert (RSA) Chieko Soma (JPN) |

| 5 oktober 2010 13:00 |         |                    |                                                              |
| Australië            | 11–0    | Trinidad en Tobago | Scheidsrechters: Elena Eskina (RUS) Anupama Puchimanda (IND) |
|                      | verslag |                    | Scheidsrechters: Elena Eskina (RUS) Anupama Puchimanda (IND) |

| 5 oktober 2010 21:00 |         |           |                                                        |
| Zuid-Afrika          | 2–1     | Schotland | Scheidsrechters: Chieko Soma (JPN) Frances Block (ENG) |
|                      | verslag |           | Scheidsrechters: Chieko Soma (JPN) Frances Block (ENG) |

| 6 oktober 2010 13:30 |         |       |                                                         |
| Australië            | 2–1     | India | Scheidsrechters: Kelly Hudson (NZL) Frances Block (ENG) |
|                      | verslag |       | Scheidsrechters: Kelly Hudson (NZL) Frances Block (ENG) |

| 7 oktober 2010 11:00 |         |                    |                                                               |
| Schotland            | 6–1     | Trinidad en Tobago | Scheidsrechters: Nor Piza Hassan (MAS) Annabelle Willox (WAL) |
|                      | verslag |                    | Scheidsrechters: Nor Piza Hassan (MAS) Annabelle Willox (WAL) |

| 8 oktober 2010 08:30 |         |             |                                                        |
| Australië            | 1–1     | Zuid-Afrika | Scheidsrechters: Chieko Soma (JPN) Frances Block (ENG) |
|                      | verslag |             | Scheidsrechters: Chieko Soma (JPN) Frances Block (ENG) |

| 8 oktober 2010 10:30 |         |                    |                                                            |
| India                | 7–0     | Trinidad en Tobago | Scheidsrechters: Gillian Batey (CAN) Nor Piza Hassan (MAS) |
|                      | verslag |                    | Scheidsrechters: Gillian Batey (CAN) Nor Piza Hassan (MAS) |

| 9 oktober 2010 13:30 |         |           |                                                          |
| Australië            | 5–2     | Schotland | Scheidsrechters: Chieko Soma (JPN) Nor Piza Hassan (MAS) |
|                      | verslag |           | Scheidsrechters: Chieko Soma (JPN) Nor Piza Hassan (MAS) |

| 9 oktober 2010 21:00 |         |       |                                                           |
| Zuid-Afrika          | 1–3     | India | Scheidsrechters: Elena Eskina (RUS) Irene Presenqui (ARG) |
|                      | verslag |       | Scheidsrechters: Elena Eskina (RUS) Irene Presenqui (ARG) |

#### Groep B
| Team          | GS | W | G | V | DV | DT | +/− | Pnt |
| ------------- | -- | - | - | - | -- | -- | --- | --- |
| Nieuw-Zeeland | 4  | 4 | 0 | 0 | 17 | 3  | +14 | 12  |
| Engeland      | 4  | 3 | 0 | 1 | 12 | 6  | +6  | 9   |
| Canada        | 4  | 1 | 0 | 3 | 6  | 11 | –5  | 3   |
| Wales         | 4  | 1 | 0 | 3 | 5  | 12 | –7  | 3   |
| Maleisië      | 4  | 1 | 0 | 3 | 4  | 12 | –8  | 3   |

| 4 oktober 2010 10:30 |         |       |                                                           |
| Nieuw-Zeeland        | 5–1     | Wales | Scheidsrechters: Irene Presenqui (ARG) Elena Eskina (RUS) |
|                      | verslag |       | Scheidsrechters: Irene Presenqui (ARG) Elena Eskina (RUS) |

| 4 oktober 2010 16:00 |         |          |                                                          |
| Canada               | 2–3     | Maleisië | Scheidsrechters: Kelly Hudson (NZL) Melissa Trivic (AUS) |
|                      | verslag |          | Scheidsrechters: Kelly Hudson (NZL) Melissa Trivic (AUS) |

| 5 oktober 2010 08:30 |         |       |                                                              |
| Engeland             | 4–1     | Wales | Scheidsrechters: Irene Presenqui (ARG) Nor Piza Hassan (MAS) |
|                      | verslag |       | Scheidsrechters: Irene Presenqui (ARG) Nor Piza Hassan (MAS) |

| 5 oktober 2010 16:00 |         |          |                                                                |
| Nieuw-Zeeland        | 5–0     | Maleisië | Scheidsrechters: Michelle Joubert (RSA) Annabelle Willox (WAL) |
|                      | verslag |          | Scheidsrechters: Michelle Joubert (RSA) Annabelle Willox (WAL) |

| 6 oktober 2010 11:00 |         |        |                                                            |
| Engeland             | 4–1     | Canada | Scheidsrechters: Irene Clelland (SCO) Melissa Trivic (AUS) |
|                      | verslag |        | Scheidsrechters: Irene Clelland (SCO) Melissa Trivic (AUS) |

| 7 oktober 2010 13:00 |         |       |                                                               |
| Maleisië             | 1–2     | Wales | Scheidsrechters: Gillian Batey (CAN) Anupama Puchimanda (IND) |
|                      | verslag |       | Scheidsrechters: Gillian Batey (CAN) Anupama Puchimanda (IND) |

| 8 oktober 2010 13:30 |         |               |                                                               |
| Engeland             | 1–4     | Nieuw-Zeeland | Scheidsrechters: Michelle Joubert (RSA) Irene Presenqui (ARG) |
|                      | verslag |               | Scheidsrechters: Michelle Joubert (RSA) Irene Presenqui (ARG) |

| 8 oktober 2010 18:30 |         |       |                                                          |
| Canada               | 2–1     | Wales | Scheidsrechters: Kelly Hudson (NZL) Melissa Trivic (AUS) |
|                      | verslag |       | Scheidsrechters: Kelly Hudson (NZL) Melissa Trivic (AUS) |

| 9 oktober 2010 14:00 |         |          |                                                              |
| Engeland             | 3–0     | Maleisië | Scheidsrechters: Irene Clelland (SCO) Michelle Joubert (RSA) |
|                      | verslag |          | Scheidsrechters: Irene Clelland (SCO) Michelle Joubert (RSA) |

| 9 oktober 2010 16:30 |         |        |                                                             |
| Nieuw-Zeeland        | 3–1     | Canada | Scheidsrechters: Frances Block (ENG) Annabelle Willox (WAL) |
|                      | verslag |        | Scheidsrechters: Frances Block (ENG) Annabelle Willox (WAL) |

### Kruisingswedstrijden
Halve finale
| 11 oktober 2010 11:00 |         |          |                                                           |
| Australië             | 1–0     | Engeland | Scheidsrechters: Michelle Joubert (RSA) Chieko Soma (JPN) |
|                       | verslag |          | Scheidsrechters: Michelle Joubert (RSA) Chieko Soma (JPN) |

| 11 oktober 2010 17:30 |         |             |                                                           |
| Nieuw-Zeeland         | 1–0     | Zuid-Afrika | Scheidsrechters: Irene Presenqui (ARG) Elena Eskina (RUS) |
|                       | verslag |             | Scheidsrechters: Irene Presenqui (ARG) Elena Eskina (RUS) |

### Plaatsingswedstrijden
Om de negende plaats
| 11 oktober 2010 08:30 |         |          |                                                                  |
| Trinidad en Tobago    | 2–1     | Maleisië | Scheidsrechters: Anupama Puchimanda (IND) Annabelle Willox (WAL) |
|                       | verslag |          | Scheidsrechters: Anupama Puchimanda (IND) Annabelle Willox (WAL) |

Om de zevende plaats
| 11 oktober 2010 20:00 |              |       |                                                             |
| Schotland             | 1–1 3-1 (ns) | Wales | Scheidsrechters: Nor Piza Hassan (MAS) Melissa Trivic (AUS) |
|                       | verslag      |       | Scheidsrechters: Nor Piza Hassan (MAS) Melissa Trivic (AUS) |

Om de vijfde plaats
| 11 oktober 2010 13:30 |         |        |                                                          |
| India                 | 3–0     | Canada | Scheidsrechters: Kelly Hudson (NZL) Irene Clelland (SCO) |
|                       | verslag |        | Scheidsrechters: Kelly Hudson (NZL) Irene Clelland (SCO) |

Om de derde plaats
| 13 oktober 2010 10:30 |         |             |                                                           |
| Engeland              | 1–0     | Zuid-Afrika | Scheidsrechters: Irene Presenqui (ARG) Elena Eskina (RUS) |
|                       | verslag |             | Scheidsrechters: Irene Presenqui (ARG) Elena Eskina (RUS) |

Finale
| 13 oktober 2010 13:00 |              |               |                                                        |
| Australië             | 2–2 4-2 (ns) | Nieuw-Zeeland | Scheidsrechters: Chieko Soma (JPN) Frances Block (ENG) |
|                       | verslag      |               | Scheidsrechters: Chieko Soma (JPN) Frances Block (ENG) |

## Eindrangschikking
| rang   | land               |
| ------ | ------------------ |
| Goud   | Australië          |
| Zilver | Nieuw-Zeeland      |
| Brons  | Engeland           |
| 4      | Zuid-Afrika        |
| 5      | India              |
| 6      | Canada             |
| 7      | Schotland          |
| 8      | Wales              |
| 9      | Trinidad en Tobago |
| 10     | Maleisië           |

Kuala Lumpur 1998 (mannen, vrouwen) · 
Manchester 2002 (mannen, vrouwen) · 
Melbourne 2006 (mannen, vrouwen) · 
Delhi 2010 (mannen, vrouwen) · 
Glasgow 2014 (mannen, vrouwen)
Atletiek · Badminton · Boksen · Boogschieten · Bowls · Gewichtheffen · Gymnastiek · Hockey · Netball · Rugby sevens · Schietsport · Schoonspringen · Squash · Synchroonzwemmen · Tafeltennis · Tennis · Wielersport · Worstelen · Zwemmen